# Numerické řešení soustav lineárních rovnic
Řešení velkých systémů lineárních algebraických rovnic je jednou z nejdůležitějších úloh numerické matematiky. 
Používají se zejména různé metody na bázi klasické Gaussovy eliminační metody (GEM), jako GEM s pivotací, Choleského, LU, LUP a QR rozklad, nebo tzv. multigridní metody. 
Velice důležitá je třída problémů s velikými maticemi soustav, ve kterých připadá jen málo nenulových koeficientů na jeden řádek matice (takovou matici nazýváme řídká). Pro tyto soustavy mají největší význam tzv. iterační metody, které nám umožňují na rozdíl od soustav založených na GEM využít plně řídkost matice. Tyto metody hledají řešení soustavy jen přibližně, pomocí posloupnosti iterací. Známými učebnicovými příklady jsou klasická Jacobiho metoda a Gauss-Seidelova metoda. Stále ještě mají význam relaxační metody. 
Nejpoužívanější jsou však v současnosti projektivní metody.
Významnou podtřídou řídkých soustav, kdy se zpravidla opět vracíme k první třídě metod, jsou takzvané soustavy s pásovou maticí.